# Pârjolești
Pârjolești – wieś w Rumunii, w okręgu Buzău, w gminie Pârscov. W 2011 roku liczyła 107 mieszkańców.